# Ривера, Себастьян
Себастьян Ривера (англ. Sebastian Rivera; 27 августа 1998, Томс-Ривер, Нью-Джерси, США) — американский и пуэрториканский, борец вольного стиля, бронзовый призёр летних олимпийских игр 2024 года, призёр чемпионата мира и Панамериканских чемпионатов, выступает в весовой категори до 65 кг.

## Карьера
Родился и вырос в штате Нью-Джерси. Ривера с раннего детства начал заниматься борьбой, выиграв престижные турниры по народной американской (схоластической) борьбе, такие как Super 32 и чемпионат штата Нью-Джерси, будучи выпускником Академии Christian Brothers. В 2016 году он поступив в Северо-Западный университет, стал двукратным всеамериканским чемпионом по студенческой борьбе (2018 и 2019 года), а также двукратным чемпионом Конференции Big Ten (2019 и 2020 годы), но не смог участвовать в студенческом чемпионате 2020 года, поскольку они были отменены из-за пандемии COVID-19.
В марте 2021 года поступив в качестве аспиранта в Ратгерский университет, Ривера снова принял участие на студенческом чемпионате США. После этого он начал представлять Пуэрто-Рико в соревнованиях по вольной борьбе. Первый его старт за новую страну пришёлся в начале мая 2021 года мировом квалификационном турнире в Софии, где он остался без лицензии, уступив в квалификации Гору Оганесяну из Украины. В конце мая 2021 года на Панамериканском чемпионате в Гватемале в схватке за бронзовую медаль он уступил Альбаро Рудесиндо из Доминиканской Республики. В октябре 2021 года на чемпионате мира в Осло он занял 7 место. В том же 2021 оду он выиграл чемпионат Пуэрто-Рико. Вернувшись в сезону университетской борьбы, Ривера стал бронзовым призёром на чемпионате в 2022 году, завершив свою карьеру в университетском спорте.
В мае 2022 года, проиграв в финале Джозефу МакКенне из США, он становится серебряным призёром Панамерикансого чемпионата. В июне 2022 года он одерживает победу в рейтинговой турнире Маттео Пелликоне в Италии, а июле 2022 года и на Гран-при Испании. В сентябре 2022 года на чемпионате мира в Белграде он проиграл схватку за бронзовую медаль Баджранг Пунии из Индии. В мае 2023 года в Буэнос-Айресе, одолев в схватке за 3 место Альбаро Камачо из Доминиканской Республики, он стал бронзовым призёром Панамериканского чемпионата. В сентябре 2023 года он дошёл до финала чемпионата мира в Белграде, где уступил Исмаилу Мусукаеву, который представлял Венгрию, став серебряным призёром.

## Достижения
- Панамериканский чемпионат по борьбе 2022 — ;
- Центральноамериканские и Карибские игры 2022 — ;
- Панамериканский чемпионат по борьбе 2023 — ;
- Чемпионат мира по борьбе 2023 — ;